# Michael Winner
Michael Winner (Londres, Reino Unido, 30 de Outubro de 1935 — Londres, 21 de Janeiro de 2013) foi um diretor inglês de Cinema, realizador de vários filmes com o ator Charles Bronson nos anos 70 e 80, entres estes os filmes: Desejo de Matar, Desejo de Matar II e Desejo de Matar III.
Michael Winner foi também crítico de restaurantes do Jornal The Sunday Times.

## Vida artística
Desde jovem Michael Winner se interessou por Cinema, no início de carreira nos anos 50 realizou alguns curtas-metragens e trabalhou no canal de TV BBC em algumas produções. Nos anos 60 fez inúmeros longas-metragens na Inglaterra de comédia, drama, suspense, policial e ficção, destaca-se a parceria com o ator Oliver Reed em seis filmes. Nos anos 70, Winner foi convidado para trabalhar em Hollywood e lá fez filmes com grandes estrelas como Marlon Brando, Robert Duvall, Burt Lancaster, antes de iniciar a parceria com o ator Charles Bronson que iniciou em 1972 com o filme Chato's Land, também realizou produções em colaboração com o produtor italiano Dino De Laurentiis, entre estes The Mechanic (filme de 1972), The Stone Killer(1973) e Desejo de Matar(1974).

## Death Wish (Desejo de Matar)
Baseado no romance do escritor Brian Garfield, Death Wish(1974) foi o filme de maior sucesso da carreira de Winner, tendo estes duas continuações com o mesmo diretor em Death Wish II(1982) e Death Wish III(1985). Todos estes filmes protagonizador por Charles Bronson, que seguem a mesma linha de argumento, onde um pacato arquiteto ao ver sua família exterminada por criminosos, inicia uma caçada implacável aos bandidos.

## Anos 1980, 1990 e fim da carreira
Nos anos 80, os filmes de Michael Winner não alcançaram tanto sucesso como antes, destacando alguns trabalhos com a produtora Cannon Films e o retorno aos filmes ingleses. Nos anos 90 Winner reduziu suas atividades, mas não deixou de trabalhar. Mesmo nunca vencendo nenhuma premiação de peso, Michael Winner dirigiu grandes estrelas do cinema mundial, algumas já citadas e outras como: Alain Delon, Michael Caine, Roger Moore, Martin Balsam, Sophia Loren, Anthony Hopkins, Jeremy Irons, Faye Dunaway, James Stewart, Robert Mitchum, John Cleese, Lauren Bacall, Peter Ustinov, John Gielgud, Joan Collins, Olympia Dukakis, Paul Scofield, Jack Palance, Michael Crawford, Ryan O’Neal, Orson Welles, Ava Gardner, Jill Ireland e Jeff Goldblum.
Está sepultado no Cemitério judaico de Willesden.

## Filmografia
- Shoot to Kill (1960)
- Some Like It Cool (1961)
- Out of the Shadow (1961)
- Play it Cool (1962)
- The Cool Mikado (1962)
- West 11 (1963)
- The System (1964)
- You Must Be Joking! (1965)
- The Jokers (1967)
- Hannibal Brooks (1969)
- The Games (1970)
- Lawman (1971)
- The Nightcomers (1972)
- Chato's Land (1972)
- The Mechanic (filme de 1972) (1972)
- Scorpio (1973)
- The Stone Killer (1973)
- Death Wish (1974)
- Won Ton Ton, the Dog Who Saved Hollywood (1976)
- The Sentinel (1977)
- The Big Sleep (1978)
- Firepower (1979)
- Death Wish II (1982)
- The Wicked Lady (1983)
- Scream for Help (1984)
- Death Wish 3 (1985)
- Appointment With Death (1988)
- Bullseye (1990)
- Dirty Weekend (1993)
- Parting Shots (1999)